# Haller Károly

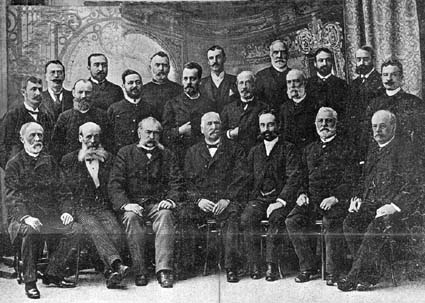
A KAC becsületbírósága 1890-ben, Kolozsvár (balról jobbra, ülnek: Albach Géza, dr. Haller Károly, Girsik János, br. Josika Lajos, br. Josika Gábor, Szigethy Miklós, Haller Rezső; állnak, első sor: gr. Lázár István, dr. Groisz Gusztáv, gr. Béldi Ákos, Concha Győző, Inczédy Sámuel, Gyarmathy Miklós, Deáky Albert; második sor: Kővári Mihály, Matskási Pál, Héczei Lajos, Varró László, gr. Esterházy Kálmán, dr. Baintner Hugó, dr. Felméri Lajos. 1890

Hilibi Haller Károly (Nagyszeben, 1836. október 14. – Budapest, 1911. február 7.) magyar jogász, egyetemi tanár, Kolozsvár polgármestere, a magyar országgyűlés főrendiházának tagja, a Vaskorona-rend és az Olasz Királyi Koronarend lovagja, címzetes miniszteri tanácsos, Kolozsvár szabad királyi város díszpolgára, az Erdélyi Magyar Közművelődési Egyesület tiszteleti tagja.

## Élete
Nagybányán járt gimnáziumba, majd 1853-1856 között Nagyszebenben a jogi tanfolyam hallgatója volt. Jogászdoktori oklevelét Pesten szerezte meg, majd hivatalnoki állást vállalt a kincstári ügyészségnél. Miután 1863-ban Kolozsváron jogakadémiát létesítettek, Kolozsvárra költözött és az ausztriai magánjog, váltó- és kereskedelmi jog, valamint a bányajog tanárának nevezték ki. 1867-től tagja a város képviselő testületének. Aktív közösségi emberként 6000 forint részvénytőkével még 1865-ben megalapította a Sétatér Egyletet. 1867-től tevékeny tagja volt a városi képviselőtestületnek; ő indítványozta a tűzoltóegylet felállítását, az utcák és terek befásítását, a város puszta közhelyeinek számbavételét és értékesítését, a régi várfalak eltávolítását, városi téglagyár berendezését, Mátyás király szülőházának megjelölését sat. 1872-ben 40 000 forint részvénytőkével torna-vívó, 1873-ban pedig 25 000 forint részvénytőkével lövészegyletet alapított. 1873-ban az újonnan megalapított kolozsvári egyetemen az ausztriai magánjog rendes tanárának nevezték ki. A jog- és államtudományi karnak az 1873/74-es és 1890/91-es tanévekben dékánja, 1874/75-ben és 1891/92-ben prodékánja, az egyetemnek 1880/81-es tanévben rektora, 1881/82-ben prorektora, a jogtudományi államvizsgálati bizottság és a II. alapvizsgálati bizottság tagja volt. 1881-ben Ferenc József a Vaskorona-rend lovagjává tette. 1884. július 18-án megválasztották Kolozsvár polgármesterének, mely állást 1886-ig töltötte be. Még 1888 előtt vették fel az Unio szabadkőműves páholyba. Városszépítő egyletet alapított, tűzoltó egylet létrehozását kezdeményezte. Tagja volt a felsőháznak. Elhunyt 1911. február 7-én éjjel 11 órakor, életének 75., nyugállományban töltött 6. évében. Földi maradványait február 9-én Kolozsvárra szállították, ahol február 10-én délután örök nyugalomra helyezték. Sírja a Házsongárdi temető II. b. parcellájában van.

## Művei
- Az általános polgári törvénykönyv, mint az jelenleg Erdélyben érvényes, minden a legújabb időig megjelent és még hatályban levő utólagos rendeletekkel, felvilágosító és utasító jegyzetekkel ellátta. Kolozsvár, 1865.
- A váltóeljárás a marosvásárhelyi király tábla területén jelenleg érvényes alakjában. Kolozsvár, 1870.
- Adalék a jogforrások elméletéhez. Jogtudományi Közlöny, 1876.
- Gazdasági jogisme. A gazdasági tanintézetek növendékei és a mezei gazdák szükségletéhez alkalmazva. Kolozsvár, 1878.
- A gazdasági értékekről. Kolozsvár, 1880.
- Észrevételek a magyar polgári törvénykönyv tervezetének általános részére, az öröklési jogi részre s a dologi jogi részre. Jogtudományi Közlöny, 1882-1884. Három rész.
- A középítés. Kolozsvár. 1884.
- Az osztrák általános polgári törvénykönyv (szövege) jelenleg még érvényes alakjában. Bpest, 1884.
- Haller Károly polgármester évi jelentése Kolozsvár város igazgatásáról. Kolozsvár. 1885.
- Észrevételek az általános magánjogi törvénykönyv tervezetének «Kötelmi jogi» (általános) részére. Jogtudományi Közlöny, 1887.